# Język biwat
Język biwat, także mundugumor (munduguma, mundukumo) – język papuaski używany w prowincji Sepik Wschodni w Papui-Nowej Gwinei. Należy do niewielkiej rodziny języków yuat.
W 2003 roku odnotowano, że posługuje się nim nieco ponad 3 tys. osób.